# Natxo Lezkano
Ignacio Lezkano Moya, detto Natxo (Portugalete, 17 ottobre 1972), è un allenatore di pallacanestro spagnolo.

## Carriera
Ha guidato la Costa d'Avorio a tre edizioni dei Campionati africani (2011, 2013, 2021).

## Palmarès
- Copa Princesa de Asturias: 2

Palencia: 2015
Breogán: 2018